# Historia de los Estados Federados de Micronesia
Los Estados Federados de Micronesia se localizan en las Islas Carolinas, en la parte oeste del Océano Pacífico. Los ancestros de los micronesios se establecieron allí hace más de 4000 años. Un sistema de caudillos descentralizado evolucionó a un imperio económico y religioso más centralizado, basado en la isla de Yap. Exploradores europeos (primero los portugueses, en busca de especias, y luego los españoles) llegaron a las Carolinas en el siglo XVI, con los españoles estableciéndose soberanamente. Los actuales Estados Federados de Micronesia pasaron a manos de los alemanes en 1899, luego a los japoneses en 1914, y finalmente a los Estados Unidos con el apoyo de las Naciones Unidas en 1947 como parte del Territorio Fiduciario de las Islas del Pacífico.
El 10 de mayo de 1979, cuatro de los distritos del territorio fiduciario sancionaron una nueva constitución, transformándose en los Estados Federados de Micronesia. Los distritos vecinos de Palaos, Islas Marshall y las Islas Marianas del Norte decidieron no participar. Los Estados Federados de Micronesia firmaron un Pacto de Libre Asociación con los Estados Unidos de América, los cuales entraron en conflicto el 3 de noviembre de 1986. La independencia completa de acuerdo con la legalidad internacional se dio el 22 de diciembre de 1990, cuando las Naciones Unidas oficialmente dieron por terminado el fideicomiso sobre el territorio.
- Datos: Q2574246
- Multimedia: History of the Federated States of Micronesia / Q2574246